# گیرهرت (اورگن)
گیرهرت (به انگلیسی: Gearhart) شهری در شهرستان کلتسپ ایالت اورگن است و در سرشماری سال ۲۰۱۱ میلادی، ۱٬۴۶۲ نفر جمعیت داشته که نسبت به سال ۲۰۱۰، ۰٫۲۱ درصد رشد جمعیت داشته‌است.

## موقعیت جغرافیایی
موقعیت جغرافیایی شهرها و مناطق اطراف به شرح زیر است: